# WIR-банк
WIR-банк — швейцарский банк, эмитент независимой дополнительной валюты в Швейцарии, обслуживающий предприятия в сферах гостиничного бизнеса, строительства, производства, розничной торговли и профессиональных услуг. WIR-банк управляет частной электронной валютой, называемой «WIR», которая используется в комбинации со швейцарским франком для создания двойной валютной операции. Валюта WIR существует только в безналичной форме и обращается внутри сообщества (кооператива) WIR.

## Система
WIR-банк создал систему, предполагающую учёт бартерных сделок и ведение многостороннего клиринга. Это позволило ему выдавать клиентам кредиты в собственной валюте. Валюта WIR существует только в безналичной форме и обращается внутри сообщества (кооператива) WIR.
Кредитные линии обеспечиваются залоговым имуществом участников, что гарантирует резервирование валюты. Заключение сделки в швейцарском франке и валюте WIR между двумя участниками снижает количество наличных средств, необходимых покупателю; продавец не делает скидку на свою продукцию или услуги.

## История
WIR-банк был основан в 1934 году бизнесменами Вернером Циммерманом и Паулем Энцем в результате дефицита валюты и глобальной финансовой нестабильности. Банковская лицензия была выдана в 1936 году. На Циммермана и Энца оказал влияние немецкий либертарианский экономист Сильвио Гезелль. Однако в 1952 году WIR-банк отказался от теории Гезелля о свободных деньгах, дав начало процентному доходу.
«WIR» — аббревиатура от немецкого Wirtschaftsring (экономический цикл) и местоимения «мы» на немецком языке. Согласно уставу кооператива, «цель состоит в том, чтобы поощрять участников к размещению своей покупательской способности в распоряжение друг друга и сохранять её циркуляцию в своих рядах, таким образом предоставляя участникам дополнительный объём продаж». 
С начала проекта WIR количество участников составляло 16 человек, но, несмотря на это, на сегодняшний день цифра выросла до 62,000. Общая стоимость активов насчитывает порядка 3,0 млрд. швейцарских франков, годовой оборот в пределах 6,5 млрд в 2005 году. В 1998 году активы кредитной системы составили 885 млн, а пассивы — 844 млн, то есть оборотные деньги WIR, при этом капитал составлял 44 млн. Процентный доход по кредитам составил 38 млн франков.
Код валюты — CHW, указанный ISO 4217.
WIR-банк являлся некоммерческим юридическим лицом, однако этот статус изменился после расширения банка. Банк рассматривает себя как стабильный, утверждая, что является полностью работоспособным в периоды экономического кризиса и может ослабить спады в экономическом цикле, помогая стабилизировать швейцарскую экономику в трудные времена. В качестве примера это приводится в документальном фильме Tomorrow (2015).